# Nasty One
"Nasty One" é uma canção gravada pela rapper americana Lil' Kim. A música foi lançada em 11 de julho de 2018 pela Queen Bee Entertainment e pela Entertainment One Music . A música serve como o primeiro single de seu próximo álbum.

## Sobre
Durante uma entrevista com a Billboard, Jones descreveu a música como um disco de "meio feliz" que ela quer em sua música, dizendo: "As coisas mudam, e eu quero dar aos meus fãs o que fiz e um pouco de algo novo. E outra coisa também: meus fãs me viram em alguma merda hardcore, Eles me viram como uma sarjeta: "Eu sou uma gangster, eu vou atirar na sua bunda se você me jogar ou você roubar de mim", eles viram isso, eu fiz isso, e por último mas não menos importante, eu vivi isso então é como, vamos ver outro lado de Kim, por que não Vamos ver um lado divertido, um lado sexy".

## Faixas
1. "Nasty One" - 3:33
2. "Nasty One" (Remix) (Feat. Stefflon Don, Kranium & Hoodcelebrityy) - 4:00

## Histórico de lançamento
| Região | Data           | Formato          | Gravadora                                 | Ref.  |
| ------ | -------------- | ---------------- | ----------------------------------------- | ----- |
| Varios | Julio 11, 2018 | Digital download | Queen Bee Entertainment Entertainment One | [ 2 ] |